# Amanda Zurawski
Amanda Zurawski (1987) es una activista por los derechos reproductivos de Estados Unidos. Fue reconocida por la demanda que interpuso contra el estado de Texas (Caso Zurawski v. Estado de Texas), tras negarle su derecho a abortar pese a estar en riesgo su vida. 

## Trayectoria
Creció en Indiana y conoció a su esposo, Josh Zurawski, en el colegio Aldersgate Academy y se convirtieron en pareja en el instituto.
Estando embarazada de 18 semanas, le negaron el aborto, porque su feto tenía un latido cardíaco detectable. Después de esta decisión, sufrió dos choques sépticos, lo que provocó que una de sus trompas de Falopio quedara permanentemente cerrada, debido al tejido cicatricial. Decidió presentar una demanda contra el Estado de Texas, en marzo de 2023, a la que se unieron cuatro mujeres más. El periódico The New York Times informó que el caso de Amanda marcó un precedente, ya que fue la primera vez que una mujer embarazada tomaba acciones legales contra la prohibición del aborto desde que la Corte Suprema de los Estados Unidos revocó Roe v. Wade, en 2022, tras el fallo del caso de Dobbs vs. la Organización de Salud de las Mujeres de Jackson.
El 26 de abril de 2023, compareció en una audiencia del Comité Judicial del Senado de los Estados Unidos donde habló sobre el impacto que tenía la revocación del caso Roe v. Wade. Además, aprovechó para dirigirse a los senadores republicanos de su estado, Ted Cruz y John Cornyn, y explicar su horrible experiencia debido a las políticas que ellos apoyaron y por las que estuvo a punto de morir.
En 2024, además hizo campaña para la reelección del presidente Joe Biden, y luego para apoyar la campaña presidencial de Kamala Harris. En ellas destacó que la candidata era una defensora de "restaurar y proteger los derechos reproductivos en este país". Durante la campaña presidencial de los demócratas, apareció en un anuncio centrado en el acceso al aborto, donde contaba su experiencia cercana a la muerte. Además, en agosto de 2024, participó de la Convención Nacional Demócrata como oradora y explicó que el derecho al aborto, el acceso a la anticoncepción y la fertilización in vitro son asuntos importantes y objeto de ataques de algunos sectores del movimiento antiabortista.
En noviembre de 2024, el documental sobre su caso, llamado Zurawski v Texas se estrenó en los cines. La película codirigida por Maisie Crow y Abbie Perrault, presenta a Amanda y otras personas centradas en el caso, junto con la abogada principal del Centro de Derechos Reproductivos, Molly Duane. En diciembre de 2024, participó junto a Kerry Washington y Jennifer Lawrence, en la Gala Women in Entertainment de la revista The Hollywood Reporter y presentar un programa de becas a estudiantes de secundaria de comunidades marginadas de Los Ángeles por $1 millón de dólares.

## Reconocimientos
Debido a su labor defendiendo la salud de las mujeres y sus derechos reproductivos, fue incluida en la lista de las 100 mujeres más influyentes del mundo de 2024 de la BBC.